# Erik C:son Swartz
Carl Gustaf Erik Carlsson Swartz, född 18 januari 1887 i Norrköpings Sankt Olai församling, Norrköping, död 27 januari 1963 i Väsby församling, Malmöhus län, var en svensk genealog och officer. Han var son till statsmannen Carl Swartz och far till diplomaten Carl Swartz.
Erik C:son Swartz vilar på Matteus kyrkogård i Norrköping.